# Stadion Miejski w Kluczborku
Stadion Miejski w Kluczborku – stadion piłkarski zlokalizowany przy ul. Sportowej 7 w Kluczborku. Należy do gminy Kluczbork. Na tym stadionie rozgrywane są mecze III ligi w piłce nożnej, w której uczestniczy zespół MKS-u Kluczbork.

## Historia stadionu
Stadion wybudowany został w 1928 roku, początkowo nosił imię Friedricha Ludwiga Jahna. Rozgrywane były na nim mecze klubu piłkarskiego SpVgg 1911 Kreuzburg. Pojemność stadionu wynosiła wtedy 12 tysięcy kibiców. Stadion modernizowany był w 2008 roku. 12 marca 2016 roku rozegrano pierwszy, historyczny mecz z GKS-em Katowice przy sztucznym oświetleniu. Jupitery kosztowały 2,68 miliona złotych, mają moc 1600 luksów a montażu oświetlenie dokonała firma Adalight z Gostynina. 
9 listopada 2017 roku rozegrano mecz międzypaństwowy do lat 20. Na stadionie w Kluczborku reprezentacja Polski U-20 zmierzyła się z reprezentacją Portugalii U-20. Mecz zakończył się zwycięstwem Portugalii 2:1, był to jeden z nielicznych meczów na którym zasiadł komplet widzów. Liczba ta wynosiła 3 tysiące. Specjalnie na to spotkanie została dostawiona dodatkowa trybuna za bramką.

## Dane obiektu
Stadion Miejski w Kluczborku jest częścią Wojewódzkiego Kampusu Sportowo-Rekreacyjnego „STOBRAWA” w Kluczborku:
- stadion spełnia wymogi PZPN do rozgrywania meczów pierwszoligowych,
- szatnie meczowe z węzłem sanitarnym : gospodarzy 38 m², gości 34 m²,
- pomieszczenia trenerów, sędziów, medyczne,
- sztuczne nawodnienie płyty boiska,
- monitoring płyty boiska,
- sala konferencyjna dla mediów,
- parking[4].